# 宝蔵寺 (南相馬市)
宝蔵寺（ほうぞうじ）は、福島県南相馬市鹿島区にある真言宗豊山派の寺院。

## 歴史
801年（延暦20年）、坂上田村麻呂の開基である。日本の蝦夷征討の完遂を祈願するために創建した。1268年（文永5年）、証雄によって改めて整備し直した。歴代住職は証雄から数えることになっている。
境内は、「宝蔵寺の楓と大モミ」という南相馬市の天然記念物に指定されている。紅葉がきれいで、南相馬市の紅葉スポットとなっている。江戸時代は相馬中村藩の相馬氏歴代藩主も訪れ、紅葉狩りを楽しんだという。

## 文化財
- 曳覆曼荼羅版木（南相馬市指定文化財 平成6年6月9日指定）[3]
- 牛王宝印版木（南相馬市指定文化財 平成6年6月9日指定）[3]
- 弘法大師御影版木（南相馬市指定文化財 平成6年6月9日指定）[3]
- 宝蔵寺の楓と大モミ（南相馬市指定天然記念物 昭和48年12月20日指定）[3]

## 交通アクセス
- 鹿島駅より徒歩40分。